# Parche para el ojo

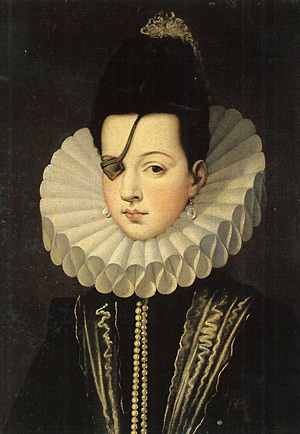
Retrato de Ana de Mendoza, noble española del que se cree que pudo padecer estrabismo o perder un ojo en un incidente.

Un parche para el ojo es un pequeño trozo de algún material flexible que se utiliza para cubrir un ojo; generalmente se trata de una banda de tela sujeta alrededor de la cabeza por una cinta o bien de un vendaje adhesivo. También recibe este nombre la almohadilla ocular: un vendaje ligero de uso médico que se aplica sobre un ojo para protegerlo.  
El parche para el ojo se utiliza desde la Antigüedad para cubrir un ojo dañado o perdido. En la actualidad, sin embargo, es usado como vendaje temporario después de una cirugía oftálmica o de manera terapéutica para el tratamiento de la ambliopía (ojo perezoso). 

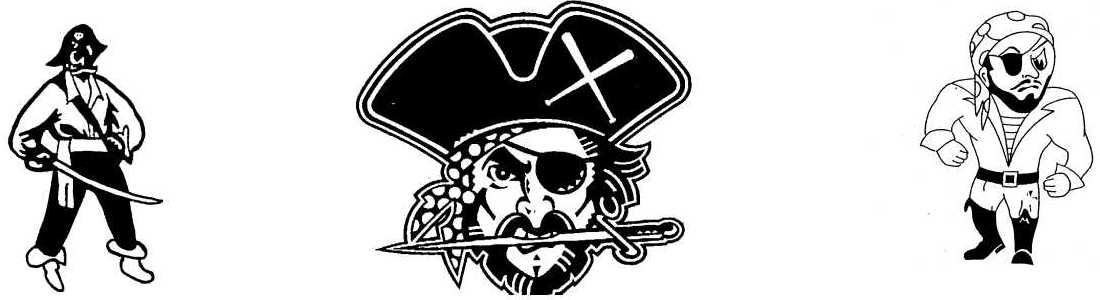
Imágenes de piratas con parche en el ojo

## Historia
En años anteriores a la medicina y la cirugía avanzadas, los parches en el ojo eran comunes. Eran particularmente frecuentes entre los miembros de ocupaciones peligrosas tales como piratas y herreros. Hoy, al estar los ojos prostéticos cada vez más accesibles, los parches para el ojo ya no son un elemento común.

## Marineros

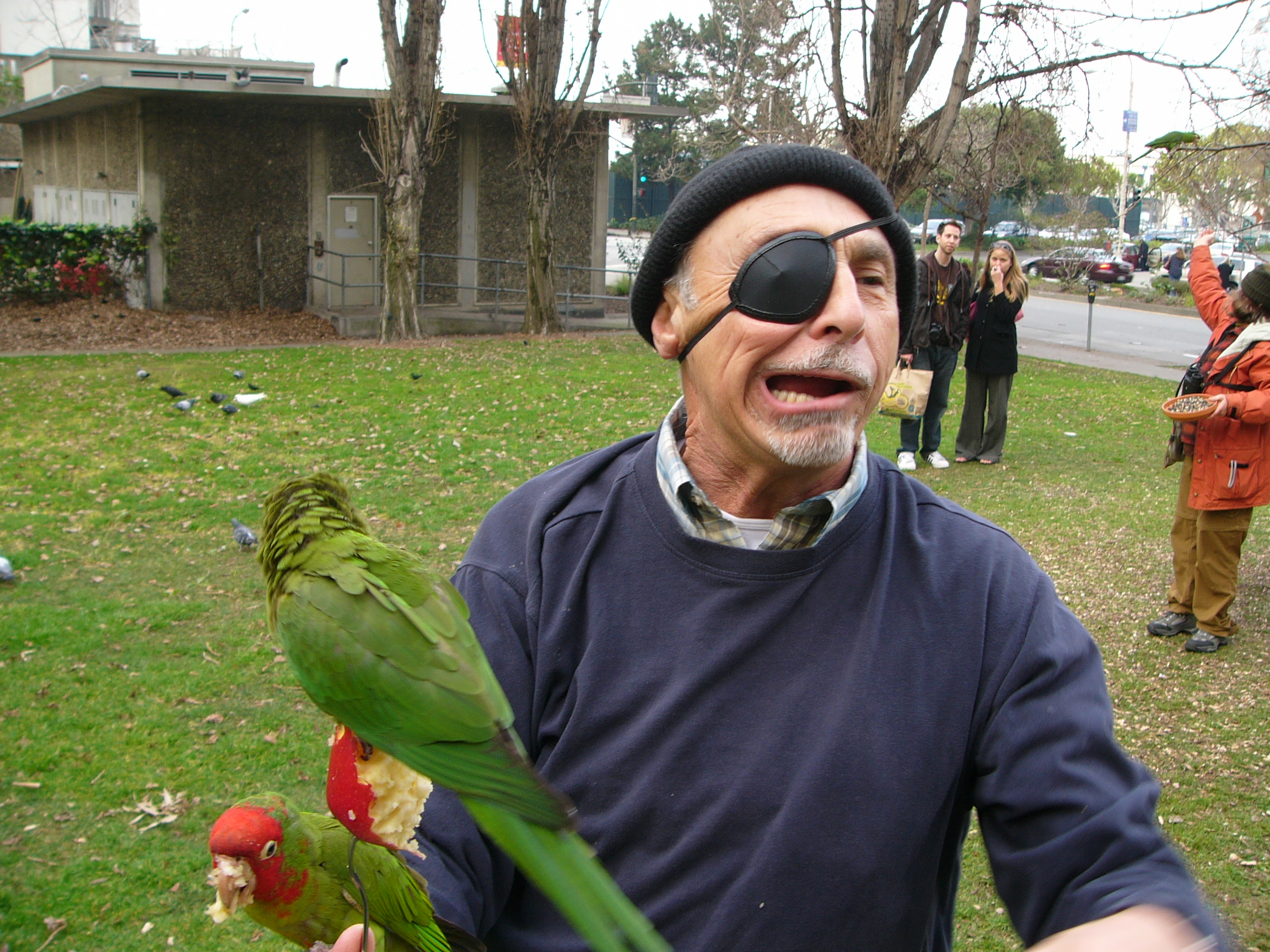
Hombre imitando a un pirata, con parche en el ojo

Un hecho probable es que los parches del ojo pudieron haber tenido un propósito más práctico entre los marineros y pilotos. Según el mito, y considerando que no se cuenta con imágenes fidedignas de la época que muestren el uso de dichos parches, para los marineros que iban a menudo arriba y abajo de la cubierta (estereotipados por el pirata que llevaba parche en el ojo), el parche servía para tener un ojo ajustado a la luz de la cubierta superior y el otro a la oscuridad para poder ir repentinamente bajo cubierta. La intensa luz del sol sobre cubierta en un barco en navegación podría requerir minutos de ajuste a la iluminación débil debajo de cubierta. Con prácticamente ninguna fuente de luz debajo de la cubierta, los marineros tendrían que confiar en una pesada adaptación de sus pupilas. En momentos críticos como el cambio del aparejo navegando y, especialmente, durante la batalla, esos minutos eran demasiado preciados. Un cambio rápido del parche de un ojo al otro ahorró tiempo y resultó más conveniente que una ceguera temporal al ir entre cubiertas. Sin embargo, esto se definiría como un trastorno de la visión conocida como anisocoria ya que para la adaptación de la vista es necesaria la dilatación y contracción de las pupilas que en un individuo sano debe ser igual para los dos ojos independientemente de la diferencia de luz que reciba cada uno, la anisocoria puede ser producida por problemas en el sistema nervioso y por la remota probabilidad de que todos los piratas hayan padecido este problema permanece solo como un mito.
Es por ello que la representación tradicional de los piratas incluye un parche negro en el ojo. No obstante, es una imagen de la cultura popular sin sustento en documentos o representaciones de la época en cuestión.

## Pilotos
De forma semejante, en tiempos los pilotos de aeronaves también harían igual, al volar por la noche sobre ciudades brillantemente encendidas. De este modo, un ojo podría mirar hacia fuera, y el otro se ajustaría a la iluminación débil de la carlinga para leer los instrumentos y los mapas sin iluminación. Cuando llegaron las luces con bombillas rojas, los instrumentos retroiluminados y otros instrumentos modernos, ya no fue necesario. En cuanto los barcos y naves evolucionaron hacia una buena iluminación, los parches se convirtieron en cosa del pasado.

## Ambliopía

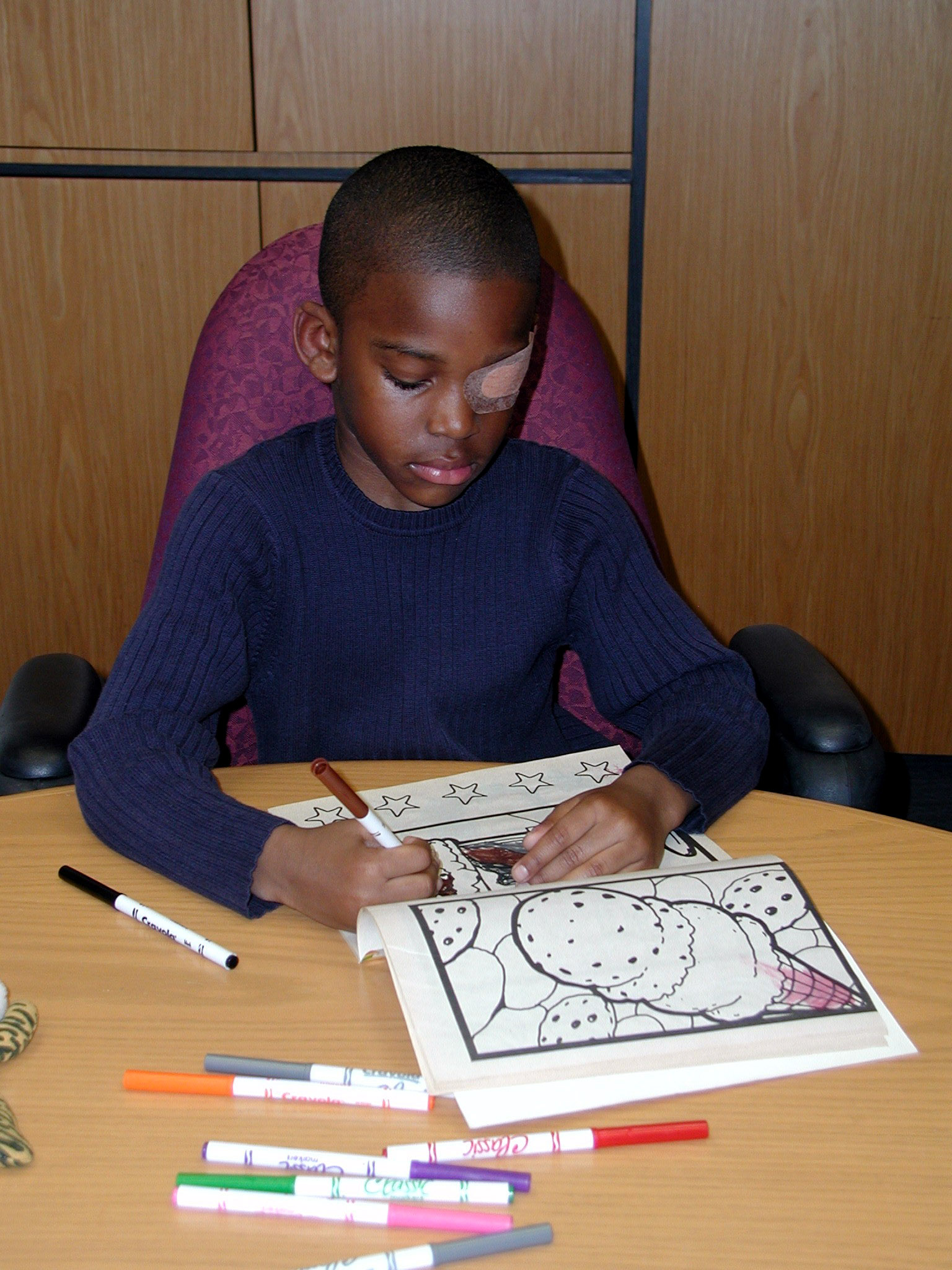
Niño con parche para curar ambliopía

El parche para el ojo se utiliza en el tratamiento de niños con riesgo de ambliopía (ojo vago). Estas condiciones pueden causar la supresión visual de las imágenes disímiles por el cerebro, dando por resultado ceguera en un ojo que de otra manera sería funcional. Cubierto el ojo bueno, el ojo ambliópico se fuerza a funcionar, haciendo que la visión sea conservada.